# 暗灰膜首鱈
暗灰膜首鱈，為輻鰭魚綱鱈形目鼠尾鱈科的其中一種，分布於中東太平洋夏威夷群島海域，屬深海底棲性魚類，深度340-1348公尺，本魚身體縱深、寬大，頭部凹狀，小眼與寬的眼間隔，體黑色，軀幹與尾部暗褐色，體長可達20公分，棲息在底中層水域，生活習性不明。

## 扩展阅读
維基物種上的相關：暗灰膜首鱈